# Molas (Alto Garona)
Molas es una comuna francesa situada en el departamento de Alto Garona, en la región de Occitania.

## Demografía
| 175 | 162 | 136 | 134 | 121 | 146 | 165 |
| Para los censos de 1962 a 1999 la población legal corresponde a la población sin duplicidades (Fuente: INSEE [Consultar]) |     |     |     |     |     |     |